# Hugo (Colorado)
Hugo é uma cidade  localizada no estado americano do Colorado, no Condado de Lincoln.

## Demografia
Segundo o censo americano de 2000, a sua população era de 885 habitantes.
Em 2006, foi estimada uma população de 771, um decréscimo de 114 (-12.9%).

## Geografia
De acordo com o United States Census Bureau tem uma área de
2,5 km², dos quais 2,5 km² cobertos por terra e 0,0 km² cobertos por água. Hugo localiza-se a aproximadamente 1536 m acima do nível do mar.

## Localidades na vizinhança
O diagrama seguinte representa as localidades num raio de 56 km ao redor de Hugo.